# Wodiwodi
Os povos Wodiwodi eram os povos indígenas australianos naturais do que hoje é o estado de Nova Gales do Sul.

## Língua
A língua wodiwodi, considerada um dialeto da língua tharawal, foi brevemente descrita por William Ridley em 1875, que obteve suas informações, através do marido, da esposa de John Malone, Lizzie Malone, uma "mestiça", cuja mãe era um aborígene Shoalhaven.